# Последний аттракцион
«Последний аттракцион» (другое название Агитфургон) — советский художественный фильм Ольги Преображенской и Ивана Правова, снятый в 1929 году по сценарию Виктора Шкловского, основанному на рассказе Мариэтты Шагинян. Премьера состоялась 9 сентября 1929 года.

## Сюжет
Гражданская война. По фронтовым дорогам кочует цирковой балаган, артисты которого дают представление и для белых, и для красных.
Однажды наступил день, когда ситуация резко изменилась: балаган реквизировали и преобразовали в агитфургон, артистов передали в подчинение политотдела части Красной армии.Молодые канатоходцы Серж и Маша, оценив политическую обстановку, добровольно вступают в ряды Красной армии и вскоре принимают участие в боях против армии Деникина.

## В ролях
- Наум Рогожин — Клим, директор бродячего балагана
- Раиса Пужная — Маша
- Александр Сашин — Серж
- Иван Быков — Курапов, агитатор политотдела
- Елена Максимова — Полли
- Леонид Юренев — Ванечка, атлет